# Мюленталь
Мюленталь (нім. Mühlental) — громада в Німеччині, розташована в землі Саксонія. Входить до складу району Фогтланд. Складова частина об'єднання громад Шенек/Мюленталь.
Площа — 39,56 км2. Населення становить 1280 ос. (станом на 31 грудня 2020).

## Галерея

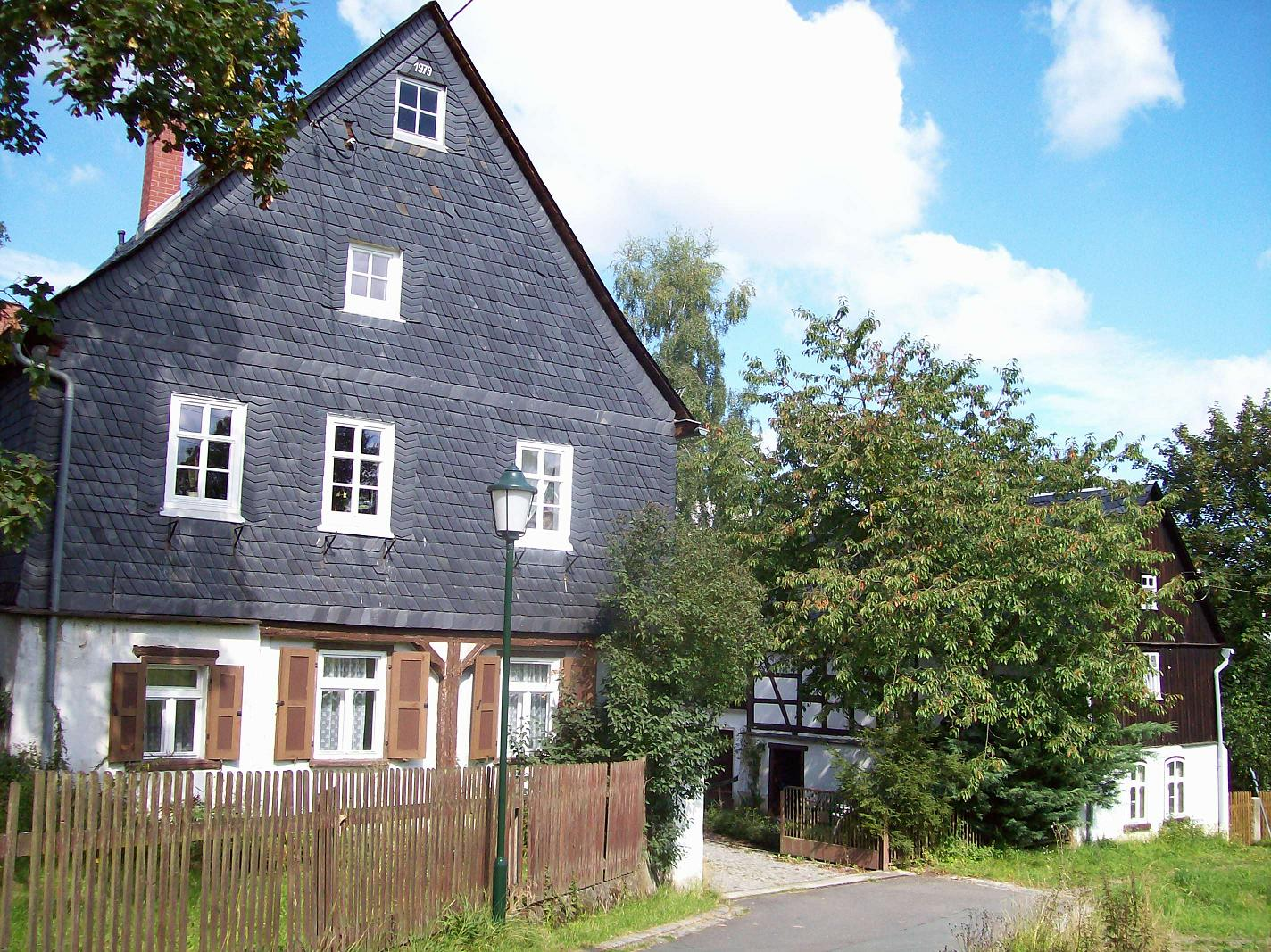
links